# 特切夫

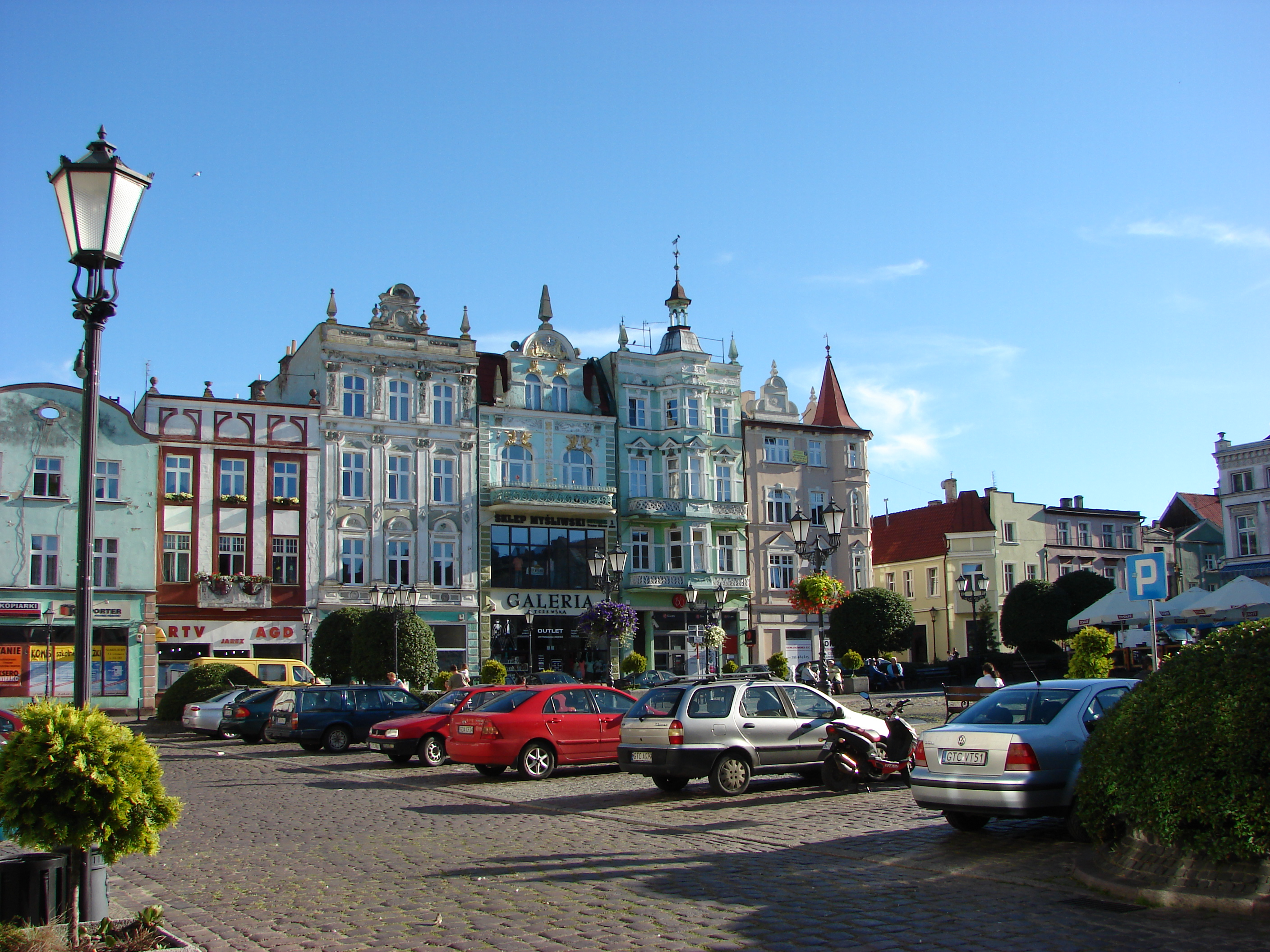
Old Town Market Square.

特切夫 （波蘭語：Tczew）是一座位於波蘭北部維斯瓦河沿岸，東波美拉尼亞的一座城市。有人口60,128 人（2005年1月1日）。特切夫是一個重要的鐵路交通樞紐。城市以其古老的建筑的維斯瓦大橋而聞名。自1999年以來，特切夫成為波美拉尼亞省特切夫縣的首府。在1975年到1998年期間，特切夫則是格但斯克省的一個城市。

## 友好城市
- 德国维滕 1990年
- 俄羅斯库尔斯克 1996年
- 以色列Lev HaSharon（英语：Lev HaSharon Regional Council） 1997年
- 德国韦尔德 1998年
- 立陶宛比爾扎伊 1998年
- 英国巴金-達格納姆區 1999年
- 波蘭登布諾 2000年
- 法國博韦 2005年
- 乌克兰伊利喬夫斯克 2006年
- 拉脫維亞愛茲克勞克雷 2007年